# NGC 4908
NGC 4908 је елиптична галаксија у сазвежђу Береникина коса која се налази на NGC листи објеката дубоког неба.
Деклинација објекта је + 28° 0' 25" а ректасцензија 13h 0m 54,4s. Привидна величина (магнитуда) објекта NGC 4908 износи 13,2 а фотографска магнитуда 14,2. Налази се на удаљености од 101,294 милиона парсека од Сунца. NGC 4908 је још познат и под ознакама UGC 8129, MCG 5-31-90, CGCG 160-259, DRCG 27-143, PGC 44832.